# Diplodus annularis
O Sargo-alcorraz (Diplodus annularis) é uma espécie de peixe do família Sparidae. Nomes comuns além de Sargo são Marimbá, Marimbau e Chinelão. Tem 26–50 cm de comprimento e tem o corpo acinzentado com ventre prateado, apresentando uma banda vertical negra sobre o pedúnculo caudal e cinco bandas verticais no dorso.
Habita no litoral, sobre fundos arenosos e rochosos com algas, principalmente em pradarias de plantas marinhas. Alimenta-se de crustáceos, moluscos, equinodermes e hidrozoários.
Reproduz-se entre abril e junho. É hermafrodita, pois os machos podem transformar-se em fêmeas.